# 武郎郡
武郎郡，中国唐朝时设置的郡。
唐玄宗天宝元年（742年），改思唐州置武郎郡。治所在武郎县（今广西平南县北马练瑶族乡）。下辖武郎县、平原县（今广西平南县大鹏镇罗简圩）。辖境相当今广西平南县西北及相邻的金秀瑶族自治县部分地。唐肃宗乾元元年（758年）改为思唐州。